# Мухаммад-хан III (могулистанский хан)
Мухаммад-хан III (ок. 1538—1610) — хан Могульского ханства (1591—1610). Пятый сын Абд ар-Рашид-хана I.
В 1555/6-1570 гг. хаким Аксу и Уча. В 1570 году после его попытки пленить дочь Шах-хана, последний захватил Аксу, пленил Мухаммад-хана и вместе с женой заключил в Чалыш. Пленники были отпущены примерно через полгода по просьбе Абд ал-Карим-хана. С 1588 году хаким Кашгара и Йанги-Хисара. В 1588 году по поручению Абд ал-Карим-хана вновь завоевал Турфанский округ, заявивший о своей независимости. Однако после смерти Абд ал-Карим-хана в 1591 г. Турфан и Чалыш вновь отпали от Мамлакат-и Моголийе во главе с Худабанде-султаном. Мухаммад-хан III послал для покорения отпавших владений своего младшего брата Абд ар-Рахим-хана, которому пожаловал эти земли в удел.
Вступил на престол спустя три месяца после смерти своего брата Абд ал-Карим-хана, поскольку был в походе против киргизов в Чу-Таласском междуречье. 
Летом 1594 г. Шейбаниды неожиданно разорвали союзные отношения и вторглись в государство Мухаммад-хана под предлогом защиты прав сына Абд ал-Карим-хана Шах-Хайдар-Мухаммад-султана. Однако не добившись ощутимых успехов, узбеки быстро ушли, захватив добычу и пленных.
Он был правителем, который организовал иезуитский караван Бенто де Гоиша, посланный 3-м могольским императором Индии Акбаром в 1603 году, к границе Минского Китая. Гоиш прибыл в Яркенд в ноябре 1603 года, был принят Мухаммад-ханом и провел в стране почти полтора года, посетив Хотан, Аксу, Кучу, Чалыш и Турфан. Гоиш и Исаак провели год в Яркенде, ожидая формирования и отправки каравана в Китай. Они знали, что каждые несколько лет из Яркенда отправлялся караван, в основном из местных купцов, везших нефрит в столицу Китая (то есть Пекин) под видом "дани" императору Мин от различных правителей Центральной Азии. Согласно обычаю, император сам выбирал лучший нефрит, щедро возмещая ущерб кашгарцам, а оставшуюся часть нефрита продавал пекинским купцам. Гоиш также совершил боковую поездку в Хотан, где его предыдущий заем удельной правительнице-матери  был щедро вознагражден нефритом.
Иезуит поразил Яркендского правителя Мухаммад-хана и мюрида Ходжу Исхака подарком механических часов и получил от него документ на въезд в восточное "Царство Сиалис", которым правил сын Мухаммада.
Нагруженный нефритом караван "дани" покинул Яркенд в ноябре 1604 года. Они сделали остановку в Аксу, который все еще находился в пределах Кашгарского ханства, и номинальным правителем был 12-летний племянник Мухаммада. Иезуит подружился с мальчиком с помощью сладостей и исполнения европейского танца, а его мать-с различными маленькими подарками.

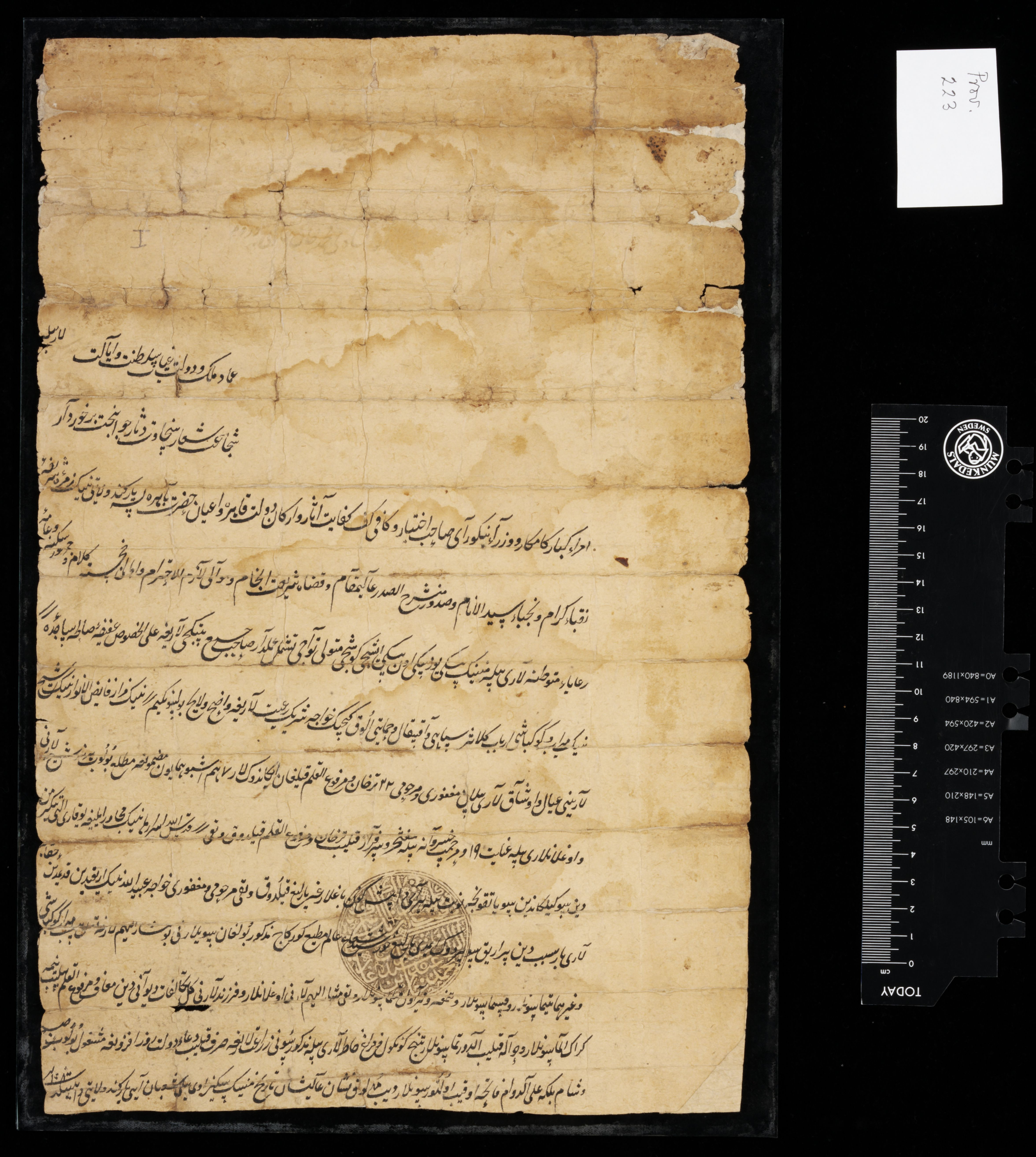
Документ могулистанского периода из Яркенда, ярлык могульского хана Мухаммад-хана, 1600 год.

В 1605 году в Яркенд прибыл посланник из Персии Аббас I с предложением заключить союз против Шейбанидов, результат переговоров неизвестен. Мухаммад-хан активизировал отношения Яркендского ханства с Империей Моголов, император Акбар направил в Яркенд посланника Шаха Мухаммада и написал в одном из своих писем Мухаммад-хану, что Индия-великая страна, состоящая из 7 климатов, и Кашмир находится под защитой этой страны, он выразил желание установить торговые отношения с Минским Китаем и попросил Мухаммад-хана помочь в этом вопросе.
Ходжа Исхак Вали, сын учителя Накшбанди Махдуми Азама (великого мастера), по приглашению Абд ал-Карим-хана отправился со своими учениками в Таримскую впадину и через несколько лет основал в Кашгарской области суфийский орден Накшбанди Ходжаган Исхакийе. Исхак сделал Мухаммеда-хана своим учеником. Перед своей смертью в 1599 году Исхак даже назвал Мухаммеда-хана великим мастером Накшбанди —духовным преемником Исхака — тем самым обеспечив Исхакийе постоянный статус в регионе. Ходжа Яхья, сын Ходжи Исхака, получил от Мухаммад-хана селения Файзабад близ Кашгара, а также Санг-каш близ Хотана вместе с исключительным правом на добычу нефрита в Хотанском районе.